# Luis Romero (escritor)
Luis Romero Pérez (Barcelona, 1916 - ibidem, 4 de febrero de 2009) fue un escritor español, ganador de los premios de novela Nadal (1951), Planeta (1963) y Ramon Llull (1991). Destacó también en su faceta de autor de estudios históricos y biográficos referidos sobre todo a la guerra civil española como Tres días de julio (1967), Desastre en Cartagena (1971) y El final de la guerra (1976).

## Biografía
Estudiante de Peritaje Mercantil, durante la Guerra civil fue encarcelado por los republicanos en el castillo de Montjuich. Más tarde combatió en la División Azul.
Prolífico autor, obtuvo dos de los premios más importantes de la literatura en España: en 1951 recibió el Nadal por su obra La Noria, y en 1963, el Planeta por El cacique. Asimismo le concedieron, en 1982, el Premio Espejo de España, por Por qué y cómo mataron a Calvo Sotelo, y en 1991, el Premio Ramon Llull de novela por Castell de cartes.
Se le considera uno de los más destacados escritores de la posguerra, y su obra tiene un amplio registro: narrativa breve, novela, libros de viajes, ensayos, poesía, etc. Dedicó una parte de su producción a la Guerra Civil y a la persona y obra de Salvador Dalí. Pertenece al movimiento neorrealista hispánico del siglo XX.
Falleció en Barcelona el 4 de febrero de 2009.

## Obras

### En español
- Cuerda tensa (1950)
- La Noria (1951)
- Ha pasado una sombra (1953)
- Carta de ayer (1953)
- Las viejas voces (1955)
- Los otros (1956)
- Libro de las tabernas de España (1956)
- Esas sombras de trasmundo (1957)
- Tudá (Allá) (1957)
- La noche buena (1960)
- La corriente (1962)
- El cacique (1963)
- Tres días de julio (1967)
- Desastre de Cartagena (1971)
- Todo Dalí en un rostro (1975)
- El final de la guerra (1976)
- Cara y cruz de la República (1980)
- Por qué y cómo mataron a Calvo Sotelo (1982)
- Aquel Dalí (1984)
- Dedálico Dalí (1989)
- Salvador Dalí (1992)

### En catalán
- La finestra (1956)
- El carrer (1959)
- Castell de cartes (1991)

## Premios
| Predecesor: Sebastià Serrano | Premio Ramon Llull de novela 1991 | Sucesor: Terenci Moix |